# کی‌بی‌اس ورلد (شبکه تلویزیونی)
کی‌بی‌اس ورلد (انگلیسی: KBS World) یک شبکه تلویزیونی پولی کره جنوبی است که توسط سامانه سخن‌پراکنی کره با هدف جذب مخاطبان بین‌المللی خارج از کره جنوبی، اداره می‌شود. این شبکه در ۱ ژوئیه ۲۰۰۳ راه اندازی شد و عمدتاً به زبان کره‌ای پخش می‌شود، اما زیرنویس‌ها به انگلیسی، چینی و مالایی نیز ارائه شده‌اند.
به غیر از سیگنال‌های سئول، چهار سرویس جداگانه وجود دارد که توسط شرکت‌های تابعهٔ کی‌بی‌اس و متناسب با بازارهای خاص اداره می‌شود: نسخهٔ ژاپنی کی‌بی‌اس ورلد، که توسط کی‌بی‌اس ژاپن اداره می‌شود، مخاطبان ژاپنی را هدف قرار می‌دهد. نسخهٔ اندونزیایی کی‌بی‌اس ورلد که توسط اُکِی‌تی‌اِن اداره می‌شود، مخاطبان اندونزیایی را هدف قرار می‌دهد و کی‌بی‌اس آمریکا (به زبان انگلیسی) و کی‌بی‌اس لاتینو (به زبان اسپانیایی) مخاطبان آمریکای شمالی و جنوبی را هدف قرار می‌دهد.

## برنامه‌ریزی
برنامه‌های تلویزیونی در کی‌بی‌اس ورلد از خدمات دو تلویزیون داخلی کی‌بی‌اس؛ کی‌بی‌اس۱ و کی‌بی‌اس۲، تأمین می‌شود. تقریباً در مورد تمام ژانرهای مختلف برنامه‌ها می‌توان در سرویس تلویزیونی کی‌بی‌اس ورلد از جمله اخبار، دراماها، مستندها و برنامه‌های کودکان مشاهده کرد. برنامه‌ها بیشتر به زبان کره‌ای پخش می‌شود، همچنین یک بولتن خبری به زبان انگلیسی در روزهای هفته به نام کی‌بی‌اس ورلد نیوز تودی (انگلیسی: KBS World News Today) و دیگر تولیدات اصلی مانند سه رنگ کره (انگلیسی: The Three Colors of Korea) پخش می‌شود.

## شبکه‌های خواهر
کی‌بی‌اس ورلد همچنین شبکهٔ کی‌بی‌اس کره را اداره می‌کند، که اخبار کره‌ای، امور جاری، تاک شوها، مستندها و برنامه‌های فرهنگی مشرق زمین برای کره‌ای‌های خارج از کشور به نمایش می‌گذارد.

## اینترنت
کی‌بی‌اس ورلد تی‌وی همچنین خدمات پخش زنده بر روی کانال رسمی یوتیوب خود، ارائه می‌دهد. در کنار پخش فید اصلی خود، همچنین ورلد ۲۴ را نیز استریم می‌کند و کتابخانه ای از برنامه‌های گذشته برای تماشای درخواستی و در اکثر موارد با زیرنویس زبان انگلیسی و سایر زبان‌ها در اختیار دارد. در سال ۲۰۱۵ فید ورلد تی‌وی آغاز شد و در آمریکای شمالی و دیگر کشورها، به ویژه در مواردی که قوانین کپی رایت جدی ندارند، به صورت آنلاین در دسترس قرار گرفت.
در ۱۲ مارس ۲۰۱۸، کانال یوتیوب کی‌بی‌اس ورلد تی‌وی به دلیل مشکلات داخلی کانال، پخش آنلاین ورلد تی‌وی را در این مناطق موقتاً متوقف کرد. با این حال، فید کره در حال حاضر برای استریم کردن در دسترس است.